# Volkswagen Challenger 1999
Il Volkswagen Challenger 1999 è stato un torneo di tennis facente parte della categoria ATP Challenger Series nell'ambito dell'ATP Challenger Series 1999. Il torneo si è giocato a Wolfsburg in Germania dall'8 al 14 febbraio 1999 su campi in sintetico indoor.

## Vincitori

### Singolare
Axel Pretzsch ha battuto in finale  Diego Nargiso per walkover

### Doppio
Adriano Ferreira /  Maurice Ruah hanno battuto in finale  Karsten Braasch /  Dirk Dier per walkover